# Plounérin
Plounérin è un comune francese di 762 abitanti situato nel dipartimento delle Côtes-d'Armor nella regione della Bretagna. Si estende su un'area di 25,96 km², ha 649 abitanti con una densità di 25 abitanti per km².

## Società

### Evoluzione demografica
Abitanti censiti